# Patrick Brulez
Patrick Brulez, né le 31 octobre 1950 à Cholet (Maine-et-Loire), est un footballeur français. Défenseur, il évolue principalement à Angers.

## Carrière sportive
Patrick Brulez fait ses premières armes à l'Entente sportive Saint-Pierre de Cholet, un patronage où son père et son grand-père ont évolué avant lui. Il rejoint rapidement le Stade olympique choletais (SO Cholet), avec lequel il est titulaire en Championnat de France amateur de football (CFA) dès ses 18 ans. Approché par le Angers Sporting Club de l'Ouest (SCO), il refuse dans un premier temps de quitter sa ville natale, ne pensant pas faire carrière dans le football. Ce n'est qu'en 1971 qu'il se décide à prendre une licence amateur au SCO, effectuant dans le même temps son service militaire.
En 1972, Patrick Brulez fait ses débuts professionnels, profitant d'une blessure de Roger Fiévet. Son intérim s'avère convaincant et il est titularisé la saison suivante. Pendant huit ans, il est de toutes les campagnes du SCO, même s'il ne participe pas à la double confrontation face au Dynamo Berlin en Coupe UEFA 1972-1973. Avec lui, le SCO obtient une excellente quatrième place en Division 1 lors de la saison 1973-1974, mais il connaît aussi deux relégations en deuxième division, rattrapées aussitôt par deux remontées dans l'élite.
À l'été 1980, Patrick Brulez quitte finalement le SCO pour rejoindre le FC Tours, qui cherche à stabiliser sa place en D1. Deux maintiens plus tard, il retourne en Division 2, pour aider cette fois le Stade rennais football club à retrouver l'élite. Associé à Bernard Tischner en défense centrale, il remplit son contrat puisque le club breton obtient aisément sa promotion au niveau supérieur. L'exercice suivant est plus compliqué : mis sur la touche par les arrivées conjuguées de Dominique Marais et de l'Allemand Udo Horsmann, Patrick Brulez ne dispute que 15 matches. À près de 34 ans, il met alors un terme à sa carrière professionnelle en partant jouer à Maure-de-Bretagne.

### Palmarès
- 1976 : Champion de France de Division 2 avec Angers ;
- 1983 : Champion de France de Division 2 avec Rennes.